# Earl of Kintore

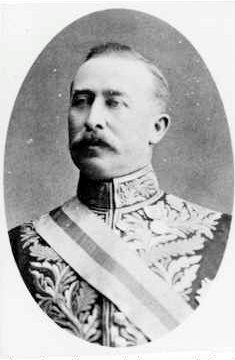
Algernon Keith-Falconer, 9. Earl of Kintore

Wappen des Earl of Kintore

Earl of Kintore ist ein erblicher britischer Adelstitel in der Peerage of Scotland, der nach dem Ort Kintore benannt ist.
Familiensitz der Earls ist Keith Hall, bei Inverurie in Aberdeenshire.

## Verleihung und Geschichte des Titels
Der Titel wurde am 20. Juni 1677 für Sir John Keith, den dritten Sohn von William Keith, 5. Earl Marischal, geschaffen. Zusammen mit der Earlswürde wurde ihm der nachgeordnete Titel Lord Keith of Inverurie and Keith Hall verliehen, der ebenfalls zur Peerage of Scotland gehört. Beide Titel sind in Ermangelung männlicher Nachkommen auch in weiblicher Linie vererbbar.
Ab dem Tod des 4. Earl im Jahr 1761 ruhte der Earlstitel, da niemand seinen Erbanspruch darauf nachweisen konnte. 1778 wurde entschieden, dass das Earldom an Anthony Falconer, 8. Lord Falconer of Halkerton, den Enkel seiner Schwester, übergehen solle, der daraufhin seinen Nachnamen in Keith-Falconer änderte. Dieser hatte seit 1776 den 1646 geschaffenen schottischen Titel Lord Falconer of Halkerton inne, der fortan als nachgeordneter Titel des Earls geführt wurde.
Dem 7. Earl wurde am 5. Juli 1838 der Titel Baron Kintore, of Kintore in the County of Aberdeen, verliehen. Der Titel gehörte zur Peerage of the United Kingdom. Im Gegensatz zu seinen schottischen Titeln war dieser mit einem erblichen Sitz im House of Lords verbunden.
Beim Tod des 10. Earl im Jahr 1966 erlosch der Titel Baron Kintore, der Titel Lord Falconer of Halkerton ruht seither. 
Der 12. Earl hatte am 20. August 1941 von seinem Vater John Baird, 1. Viscount Stonehaven die zur Peerage bzw. Baronetage of the United Kingdom gehörenden Titel 2. Viscount Stonehaven (geschaffen 1938), 2. Baron Stonehaven, of Ury in the County of Kincardine (geschaffen 1925) und 3. Baronet, of Ury in the County of Kincardine (geschaffen 1897) geerbt. Diese Titel werden bis heute als nachgeordnete Titel des Earls geführt.
Der älteste Sohn des Earls führt den Höflichkeitstitel Lord Inverurie.
Seit dem Erlöschen der Familienlinie der Keith of Marischal haben die Earls of Kintore auch die Würde des Chief des Clan Keith inne.

## Earls of Kintore (1677)
- John Keith, 1. Earl of Kintore († 1714)
- William Keith, 2. Earl of Kintore († 1718)
- John Keith, 3. Earl of Kintore (um 1699–1758)
- William Keith, 4. Earl of Kintore (um 1702–1761) (Titel ruhend ab 1761)
- Anthony Keith-Falconer, 5. Earl of Kintore († 1804) (Titel wiederhergestellt 1778)
- William Keith-Falconer, 6, Earl of Kintore (1766–1812)
- Anthony Keith-Falconer, 7. Earl of Kintore (1794–1844)
- Francis Keith-Falconer, 8. Earl of Kintore (1828–1880)
- Algernon Keith-Falconer, 9. Earl of Kintore (1852–1930)
- Arthur Keith, 10. Earl of Kintore (1879–1966)
- Sydney Keith-Falconer, 11. Countess of Kintore (1874–1974)
- Ian Keith, 12. Earl of Kintore (1908–1989)
- Michael Keith, 13. Earl of Kintore (1939–2004)
- James Keith, 14. Earl of Kintore (* 1976)

Voraussichtlicher Titelerbe (Heir apparent) ist Tristan Michael Keith, Lord Inverurie (* 2010), der Sohn des jetzigen Earls. 